# BenQ

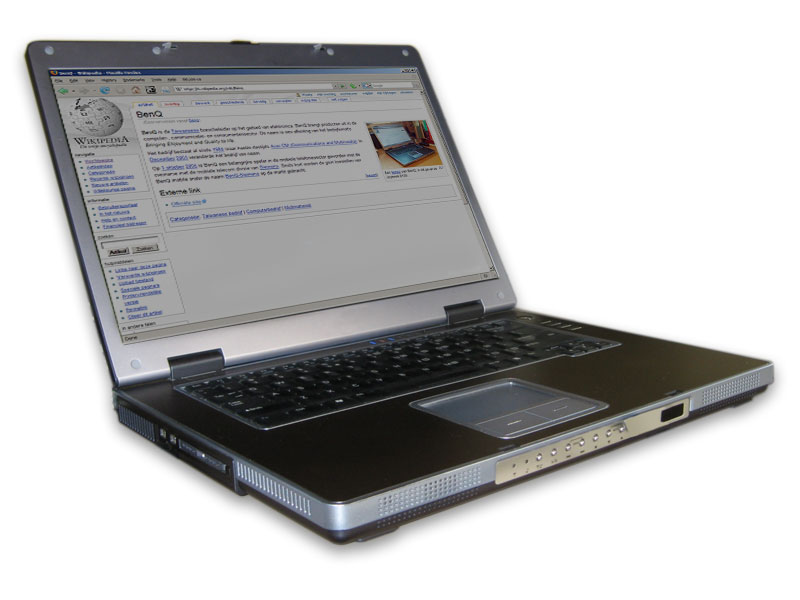
Een laptop van BenQ die deze pagina toont.

BenQ is een Taiwanees bedrijf en fabrikant van computers en accessoires. Het bedrijf brengt producten uit in de computer-, communicatie- en consumentensector. De naam is een afkorting van het bedrijfsmotto Bringing Enjoyment aNd Quality to life.

## Geschiedenis
De fabrikant bestaat al sinds 1984 maar heette destijds Acer CM (Communications and Multimedia). In december 2001 veranderde het bedrijf van naam.
Op 1 oktober 2005 werd BenQ een speler in de mobiele telefoniesector na de overname met de mobiele telecom divisie van Siemens. Tijdelijk werden de gsm toestellen van BenQ mobile onder de naam BenQ-Siemens op de markt gebracht. In september 2006 is de mobiele divisie van BenQ failliet gegaan.